# 23,3-Meter-Klasse der DGzRS
Die 23,3-Meter-Klasse war eine Serie von sieben Seenotkreuzern (SK) der Deutschen Gesellschaft zur Rettung Schiffbrüchiger (DGzRS). Die Schiffe wurden zwischen den Jahren 1980 und 1991 von der Schweers-Werft in Berne-Bardenfleth und Abeking & Rasmussen in Lemwerder gebaut. Das Typschiff der Klasse war der Seenotkreuzer Eiswette. Alle Kreuzer sind inzwischen aus dem Dienst bei der DGzRS ausgeschieden, nachdem zwei Kreuzer lange Zeit als Springer eingesetzt waren.

## Ausstattung
Der Rumpf dieser Schiffe besteht aus seewasserbeständigem Aluminium, der in einem Netzspantensystem gebaut wurde. Der Antrieb erfolgt durch zwei MTU V10 Dieselmotoren mit je 2 Turboladern und voll modulierbare Twin Disc MG 530M Omega Getriebe, welche jeweils einen Propeller antreiben. Die Leistung beträgt insgesamt 1944 PS. Gesteuert werden die Kreuzer von einem oberen offenen Fahrstand oder vom unteren Fahrstand im Deckshaus. Für die Bergung von Schiffbrüchigen und die Fahrt in flachem Wasser hat der Kreuzer ein Tochterboot, welches in einer Heckwanne mitgeführt wird und automatisiert ein- und ausfahren kann. Kreuzer und Tochterboot sind als Selbstaufrichter konstruiert und richten sich nach einer Kenterung selbst wieder auf. Zur Feuerlöschausrüstung gehört eine Pumpe mit einer Leistung von 380 m³/h und ein stationärer, fernbedienbarer Monitor mit einer Wurfweite von 90 Metern. Außerdem hat der Kreuzer einen Schlepphaken, verschiedene leistungsstarke Scheinwerfer, ein Bordhospital mit Sanitätsausrüstung, Wohnräume für die Besatzung, verschiedene mobile Rettungsgeräte, mobile Lenzpumpen sowie eine umfangreiche Navigations- und Funkausrüstung. Die letzten drei Schiffe der Klasse haben einen Zweibeinmast, der die Sicht nach achtern verbessert.

## Die Schiffe

### Eiswette
Der erste Kreuzer der Serie wurde 1980 von der Schweers-Werft in Bardenfleth unter Werft-Nr. 6440 erbaut und am 12. Juli 1980 in Bremen-Vegesack auf den Namen der Bremer Eiswette getauft. Bei dieser Veranstaltung werden traditionell Spenden für die DGzRS gesammelt. Die interne Bezeichnung des Kreuzers war KRS 12.
Das Tochterboot wurde auf den Namen Mellum, einer Insel in der Wesermündung, getauft. Die interne Bezeichnung des Tochterbootes war KRT 12.
Von Januar 1980 bis Mai 1985 war die Eiswette in Wilhelmshaven stationiert, ab Mai 1985 in Wittdün auf der Insel Amrum.
Im Jahr 1990 erhielt die Eiswette ein neues Tochterboot mit dem Namen Japsand, einer Sandbank vor der Hallig Hooge. Dessen interne Bezeichnung war KRT 24. Das bisherige Tochterboot kam als eigenständige Rettungseinheit unter dem Namen Kaatje zum Einsatz.
Im November 2008 wurde der Seenotkreuzer außer Dienst gestellt und an die Firma EMS Maritime Offshore verkauft. Nach Renovierung war er als Offshore-Tender Emsstrom bis 2013 im Einsatz und wurde anschließend weiterverkauft. Das Tochterboot kam auf der Vormann Leiss (siehe unten) zum Einsatz.

### Fritz Behrens
Die Fritz Behrens wurde als zweite Einheit der Klasse 1981 ebenfalls von der „Schiffs- und Bootswerft Schweers“ gebaut (Werft-Nr. 6442) und am 23. Januar 1981 in Vegesack getauft. Der Name ehrt Fritz Behrens, der in seinem Testament die Fritz-Behrens-Stiftung gründete, die der DGzRS eine zweckgebundene Spende zum Neubau eines Seenotkreuzers machte. Er ist damit das zweite Schiff der DGzRs, der auf diesen Namen getauft wurde. Die DGzRS-interne Bezeichnung lautete KRS 13.
Das erste Tochterboot des Kreuzers, die Anna, hatte die interne Bezeichnung KRT 13. Der Name des Tochterboots war der Vorname von Behrens’ Ehefrau. Dieses wurde im Jahr 1990 durch die DGzRS als eigenständige Rettungseinheit unter dem Namen Umma eingesetzt und durch einen Neubau gleichen Namens (Anna II, interne Bezeichnung KRT 23) ersetzt.
Von Juni 1981 bis September 1994 war die Fritz Behrens in Büsum stationiert. Am 7. September 1994 kam es im Hafen von Büsum zu einem Unfall; dabei kollidierte das Fahrgastschiff First Lady mit dem Heckbereich des Kreuzers und drückte diesen unter Wasser. Die beschädigte Fritz Behrens wurde danach in der Werft repariert. Im Rahmen dieses Werftaufenthaltes erfolgte ein umfangreicher Umbau des Kreuzers, durch den sich das Schiff deutlich von seinen Schwesterschiffen unterschied. Die Delta-Form (breiteste Stelle des Schiffes ist das Heck) führt zu einer besseren Kursstabilität bei hoher See von achtern.
Die erste Klasse mit dieser neuen Rumpfform ist die 23,1-Meter-Klasse.
Das Tochterboot war nach dem Unfall derart beschädigt, dass eine Reparatur nicht lohnte. Sie erhielt einen Neubau gleichen Typs, der wieder Anna genannt wurde.
Nach der Werftzeit war sie auf der Seenotrettungsstation Greifswalder Oie in Mecklenburg-Vorpommern stationiert. Ab Februar 2009 fungierte sie bis zum Sommer als Kreuzer ohne feste Station, wurde dann ausgemustert und im August 2009 verkauft. 

### Minden
Die Minden wurde 1985 von der Werft Abeking & Rasmussen in Lemwerder unter der Baunummer 6396 erbaut. Die DGzRS-interne Bezeichnung lautete KRS 16. Das Tochterboot des Kreuzers hatte die interne Bezeichnung KRT 16.
Der Kreuzer wurde bei einer Zeremonie in Lemwerder am 3. August 1985 zu Ehren der zahlreichen Spender zu Gunsten der DGzRS aus dem Bundesland Nordrhein-Westfalen auf den Namen der dort liegenden Stadt Minden getauft. Taufpatin war die Frau des damaligen Mindener Bürgermeisters, Helga Röthemeier. Das Tochterboot wurde dem Wunsch eines anonymen Spenders entsprechend auf den Namen Margarete getauft.
Von Juni 1985 bis Mai 1989 war die Minden in Wilhelmshaven stationiert, im Juni 1989 erfolgte die Umstationierung nach List auf der Insel Sylt. Am 16. November 2013 wurde sie offiziell außer Dienst gestellt und an eine Privatperson verkauft.
Das Schiff wurde von März 2016 bis Anfang Juli 2016 in der Ägäis eingesetzt, um Flüchtlinge vor dem Ertrinken zu retten. Die Mannschaft bestand dabei aus freiwilligen Seenotrettern der DGzRS und Einsatzkräften der DLRG. Im Rahmen der zeitlich befristeten Aktion konnten in enger Zusammenarbeit mit der griechischen Küstenwache innerhalb kürzester Zeit mehr als 1.100 Menschen, davon ca. 400 Frauen und Kinder aus Gefahr befreit werden. Das Schiff wurde vom neuen Eigner kostenlos zur Verfügung gestellt.
Von Anfang Juli 2016 bis September 2017 wurde der Seenotrettungskreuzer Minden von der spenden-finanzierten LifeBoat gGmbH im Seegebiet zwischen Libyen und Lampedusa zur Seenotrettung eingesetzt.
Im Dezember 2019 lag die ehemalige Minden unter ihrem neuen Namen Janus in Abidjan (Elfenbeinküste).

### Vormann Leiss
Die Vormann Leiss wurde im Jahr 1985 von Abeking & Rasmussen in Lemwerder unter Werft-Nr. 6398 gebaut. Der Kreuzer erhielt seinen Namen bei einer Zeremonie in Lemwerder am 3. August 1985 zu Ehren der Familie Leiss von der Insel Langeoog, aus deren Reihen in der Vergangenheit zahlreiche Rettungsmänner hervorgegangen waren. Die DGzRS-interne Bezeichnung lautete KRS 17. Das erste Tochterboot wurde dem Wunsch eines Spenders entsprechend auf den Namen Erika getauft und hatte die interne Bezeichnung KRT 17.
Im April 2009 übernahm die Vormann Leiss von der zuvor außer Dienst gestellten Eiswette das Tochterboot Japsand (KRT 24). Das bisherige Tochterboot Erika wurde aus der aktiven Flotte herausgelöst. Im Februar 2010 erfolgte die Überstellung an den Seenotrettungsdienst auf der niederländischen Karibikinsel Saba, wo es im SAR-Dienst eingesetzt wird.
Von August 1985 bis Juli 1996 war die Vormann Leiss in Bremerhaven stationiert, anschließend auf der Insel Nordstrand. Ab November 2008 war sie als Nachfolger der Eiswette auf der Station Amrum im Seezeichenhafen Wittdün. Am 10. Mai 2015 wurde der Kreuzer außer Dienst gestellt und im Juni 2015 durch die neugebaute Ernst Meier-Hedde ersetzt. Der Kreuzer wurde im Juni 2015 an einen privaten Eigner verkauft.
Die norddeutsche Punkrock-Band Turbostaat benannte ihr drittes Album nach dem Schiff.

### Nis Randers
Die Nis Randers wurde 1990 von der Schweers-Werft in Berne-Bardenfleth unter Werft-Nr. 6474 erbaut. Der Kreuzer erhielt seinen Namen bei einer Zeremonie in Bremen im Rahmen der Feierlichkeiten zum 125-jährigen Jubiläums der DGzRS am 29. Mai 1990 nach der Titelfigur der gleichnamigen Ballade von Otto Ernst. Die DGzRS-interne Bezeichnung lautet KRS 20.
Ab der Nis Randers wird bei der DGzRS das neue automatische Tochterboot-Aufholsystem verwendet. Außerdem verfügen die Nis Randers und die folgenden Seenotrettungskreuzer dieser Klasse über einen Löschmonitor an der Achterkante des Aufbaus sowie einen Zweibeinmast, der freie Sicht nach achtern ermöglicht.
Im Vergleich zu den zuvor gebauten Kreuzern dieser Klasse wurde das Tochterboot erneut modifiziert; die Geschwindigkeit konnte somit bei gleicher Motorleistung von 17 auf 20 Knoten gesteigert werden. Das Tochterboot Onkel Willi des Kreuzers hat die interne Bezeichnung KRT 20. Das Tochterboot wurde zu Ehren eines langjährigen Vormanns der DGzRS-Station Maasholm benannt.
Vom 29. Mai 1990 bis September 2018 war die Nis Randers in Maasholm an der Schleimündung stationiert. Sie wurde durch die Fritz Knack, einen Neubau der 20-Meter-Klasse, ersetzt, die jedoch in Olpenitz stationiert ist. Bis Januar 2020 wurde sie noch als Kreuzer ohne feste Station eingesetzt. Anschließend wurde das Schiff an einen privaten Eigner in Kroatien verkauft und im Juni 2020 von Bremerhaven aus nach Split verschifft. Am 4. Juni 2024 gab der Verein Gemeinsam Retten bekannt, er habe die Nis Randers gekauft, um sie nach Umbau und Überholung unter dem Namen Sea-Eye 5 als Rettungsschiff im Mittelmeer einzusetzen.
Der neue Seenotrettungskreuzer SK 42 wurde ebenfalls nach Nis Randers benannt.

### Vormann Jantzen
Die Vormann Jantzen wurde 1990 ebenfalls von der Schiffs- und Bootswerft Schweers unter der Werft-Nr. 6476 gebaut. Die Taufe fand am 27. November 1990, wenige Wochen nach der deutschen Wiedervereinigung, in Warnemünde zur Erinnerung an den dortigen Lotsenkommandanten und Vormann Stephan Jantzen statt. Die DGzRS-interne Bezeichnung lautet KRS 21.
Nach dem schweren Unglück der Alfried Krupp wurde auch die Vormann Jantzen teilweise umgebaut. Auffälligstes Merkmal waren die nun runden Bullaugen, die die eckigen Fensterflächen ersetzten.
Vom 27. November 1990 bis 11. April 1997 war die Vormann Jantzen in Warnemünde stationiert und wurde dann zur Seenotrettungsstation Darßer Ort verlegt. Seit Oktober 2003 diente sie als Kreuzer ohne feste Station (also z. B. als Ersatz für Kreuzer, die sich wegen Inspektionen in der Werft befinden), aber auch für Werbeveranstaltungen. Am 2. Oktober 2021 erfolgte die Außerdienststellung.
Das Tochterboot Butscher – im Plattdeutschen ein „pfiffiger Junge“ – des Kreuzers hat die interne Bezeichnung KRT 21. Bei ihm wurde die Leistung des Motors gegenüber der Anfang 1990 gebauten Nis Randers um 15 PS gesteigert.
Im Mai 2025 wurden bei Facebook Bilder veröffentlicht, auf denen die Vormann Jantzen in ihre Hauptbestandteile (Rumpf, Deckshaus, Mast) zerlegt in Dänemark zu sehen ist. In den Kommentaren äußerte sich auch die DGzRS zu Wort, dass man sich nach mehreren Jahren als Auflieger dazu entschieden hat, den Seenotkreuzer verschrotten zu lassen. Ein Verkauf war zuvor an fehlenden Ersatzteilen gescheitert.

### Hannes Glogner
Die Hannes Glogner wurde im Jahre 1991 von der Schiffs- und Bootswerft Schweers unter der Baunummer 6478 gebaut. Der Kreuzer wurde am 23. April 1991 auf der Ostfriesischen Insel Langeoog zu Ehren eines verstorbenen Hamburger Bauunternehmers benannt, der der DGzRS zu Lebzeiten verbunden war. Die DGzRS-interne Bezeichnung des Schiffes lautet KRS 22. Das Tochterboot Flinthörn, benannt nach einer Dünengruppe auf Langeoog, hat die interne Bezeichnung KRT 22.
Nach dem schweren Unglück der Alfried Krupp wurde die Hannes Glogner teilweise umgebaut und überholt. Unter anderem wurden die eckigen Fensterflächen durch runde Bullaugen ersetzt und die Scheiben des unteren Fahrstandes mit noch stärkerem Panzerglas ausgerüstet. Auffälligstes Merkmal des Umbaus war jedoch ein Überrollbügel mit einem dazugehörigen Netzsystem über dem oberen Fahrstand des Seenotkreuzers. Dieser sollte das Überbordgehen eines Besatzungsmitgliedes bei Schwerwetterfahrten verhindern. Im Jahre 2005 wurde der Überrollbügel in der Werft jedoch wieder demontiert, da dieser sich nicht bewährt hatte.
Vom 23. April 1991 bis Januar 2002 war die Hannes Glogner im Schutzhafen der Insel Langeoog stationiert und diente seitdem ebenfalls als Kreuzer ohne feste Station. Im Juli 2018 wurde sie außer Dienst gestellt. Das Schiff wurde im Juli 2018, zusammen mit der ebenfalls ausgemusterten Hermann Helms, an die Fuerzas Armadas del Uruguay verkauft und dort als Isla des Flores (ROU 51) in Dienst gestellt.

## Tabelle der Stationierungen
| DGzRS-Nr. – Name Rufzeichen      | Tochterboot                                 | Rettungs- stationen                       | Stationierungen von – bis                       | Bild | Baudaten Jahr/Werft/Bau Nr.           | Taufe                           | Bemerkung – Verbleib                                            |
| -------------------------------- | ------------------------------------------- | ----------------------------------------- | ----------------------------------------------- | ---- | ------------------------------------- | ------------------------------- | --------------------------------------------------------------- |
| KRS 12 EISWETTE Ruf: ADAL        | KRT 12 MELLUM und KRT 24 JAPSAND            | Wilhelmshaven Amrum                       | 01/1980→05/1985 05/1985→11/2008                 |      | Bj. 1980 Schweers Nr. 6440            | 12. Juli 1980 Bremen-Vegesack   | → verkauft an privat                                            |
| KRS 13 FRITZ BEHRENS Ruf: DBAN   | KRT 13 ANNA (I) und KRT 23 ANNA (II u. III) | Büsum Greifswalder Oie ohne feste Station | 06/1981→09/1994 1985→02/2009 02/2009→09/2009    |      | Bj. 1981 Schweers Nr. 6442            | 23. Januar 1981 Bremen-Vegesack | Springer → verkauft an privat                                   |
| KRS 16 MINDEN Ruf: DBAP          | KRT 16 MARGARETE                            | Wilhelmshaven List auf Sylt               | 06/1985→05/1989 06/1989→11/2013                 |      | Bj. 1985 Abeking & Rasmussen Nr. 6396 | 3. August 1985 Lemwerder        | → verkauft an privat                                            |
| KRS 17 VORMANN LEISS Ruf: DBAQ   | KRT 17 ERIKA und KRT 24 JAPSAND             | Bremerhaven Nordstrand Amrum              | 08/1985→07/1996 07/1996→11/2008 11/2008→05/2015 |      | Bj. 1985 Abeking & Rasmussen Nr. 6398 | 3. August 1985 Lemwerder        | KRT 24 Übernahme von ausgemustertem KRS 12 → verkauft an privat |
| KRS 20 NIS RANDERS Ruf: DBAF     | KRT 20 ONKEL WILLI                          | Maasholm ohne feste Station               | 05/1990→09/2018 09/2018→01/2020                 |      | Bj. 1990 Schweers Nr. 6474            | 29. Mai 1990 Bremen             | Springer → verkauft an privat                                   |
| KRS 21 VORMANN JANTZEN Ruf: DBAG | KRT 21 BUTSCHER                             | Warnemünde Darßer Ort ohne feste Station  | 11/1990→04/1997 04/1997→10/2003 10/2003→10/2021 |      | Bj. 1990 Schweers Nr. 6476            | 27. November 1990 Warnemünde    | → verschrottet                                                  |
| KRS 22 HANNES GLOGNER Ruf: DBAJ  | KRT 22 FLINTHÖRN                            | Langeoog ohne feste Station               | 04/1991→01/2002 01/2002→07/2018                 |      | Bj. 1991 Schweers Nr. 6478            | 23. April 1991 Langeoog         | Springer → Uruguay Marine-Rettungsdienst                        |

## Fotos

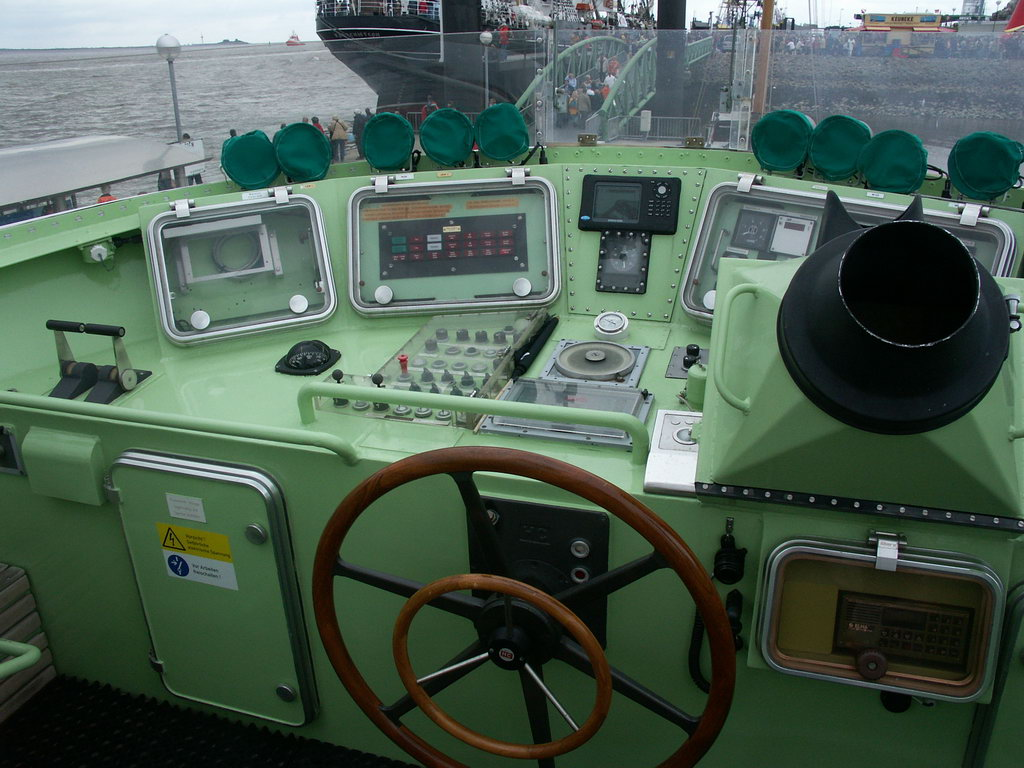
Oberer Fahrstand der Hannes Glogner
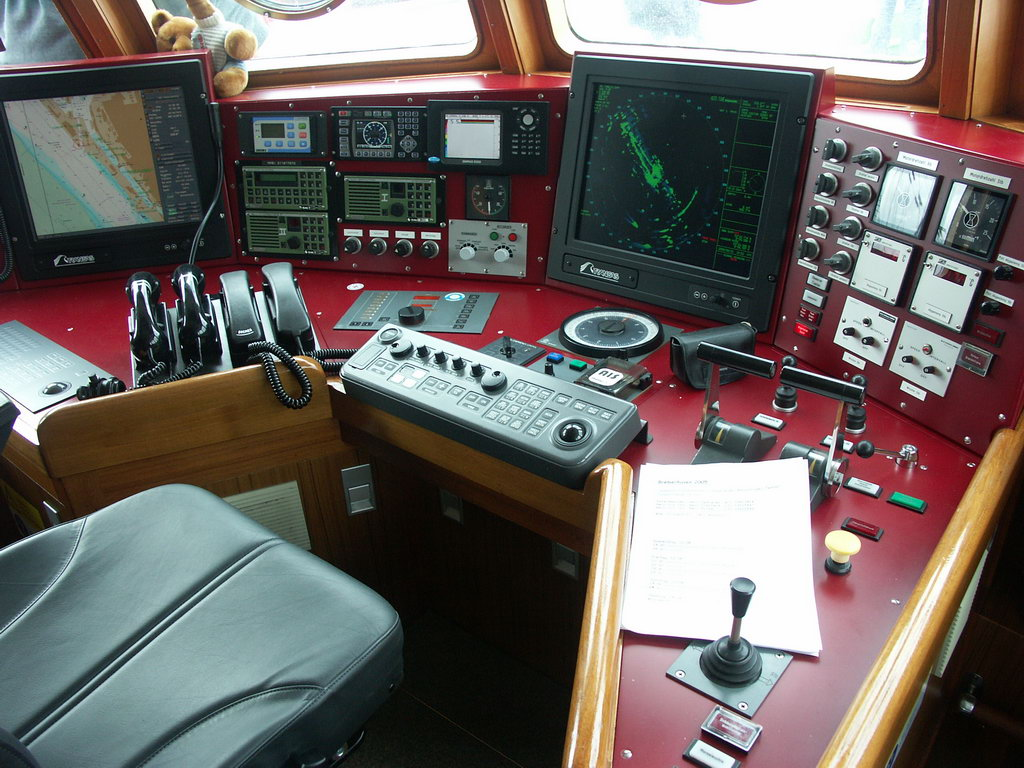
Unterer Fahrstand der Hannes Glogner
Innerer Fahrstand der Vormann Leiss
Karten- und Funkplatz der Vormann Leiss
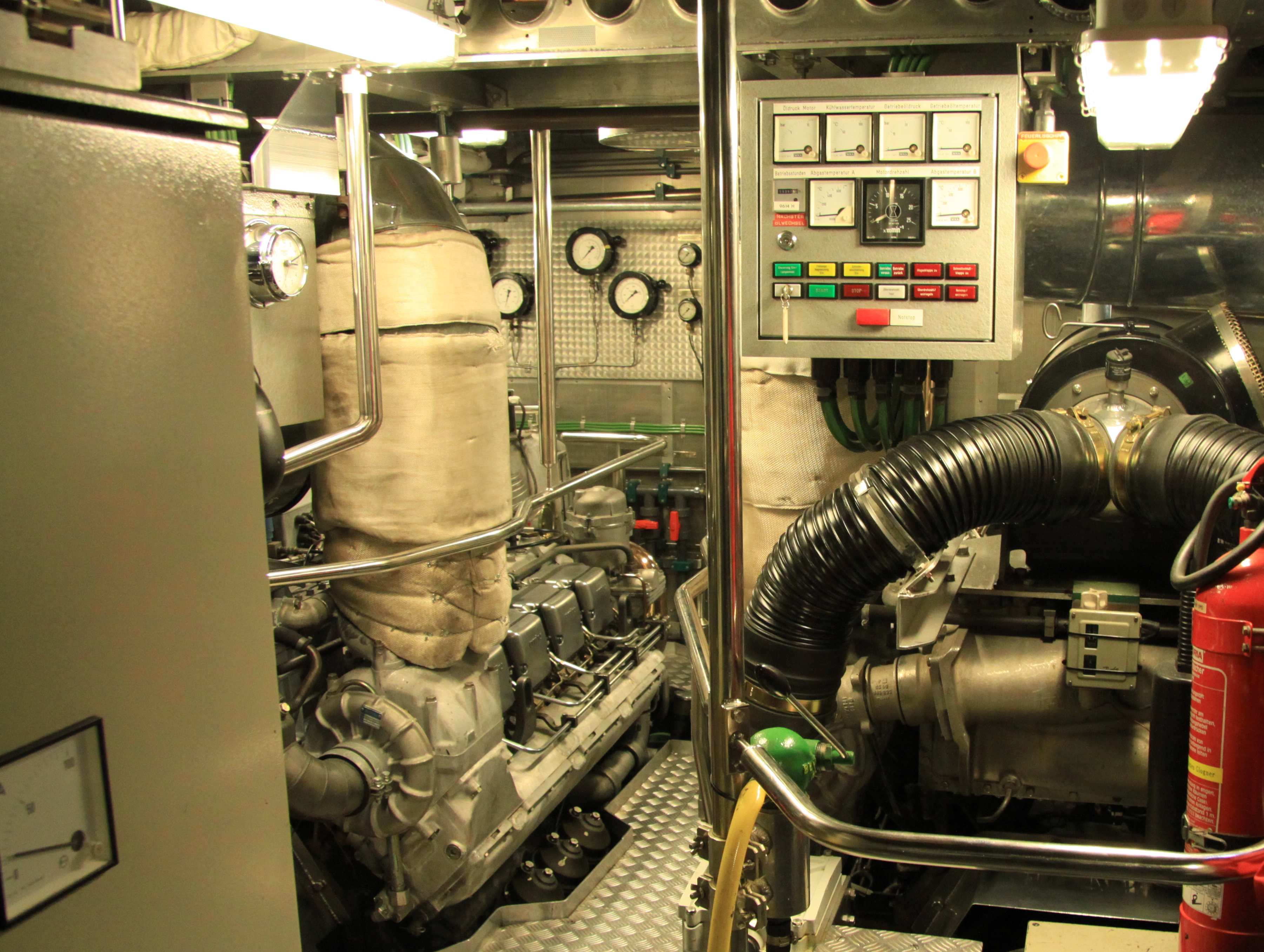
Maschinenraum der Hannes Glogner
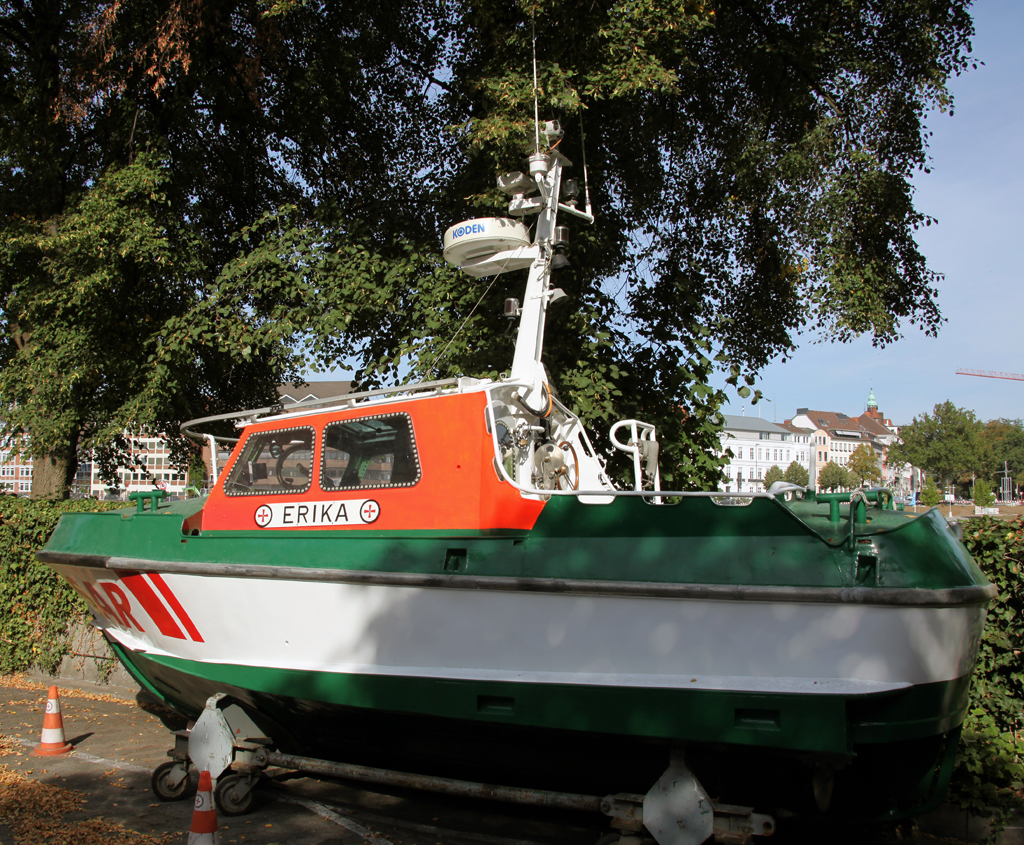
Das Tochterboot der Vormann Leiss, die Erika
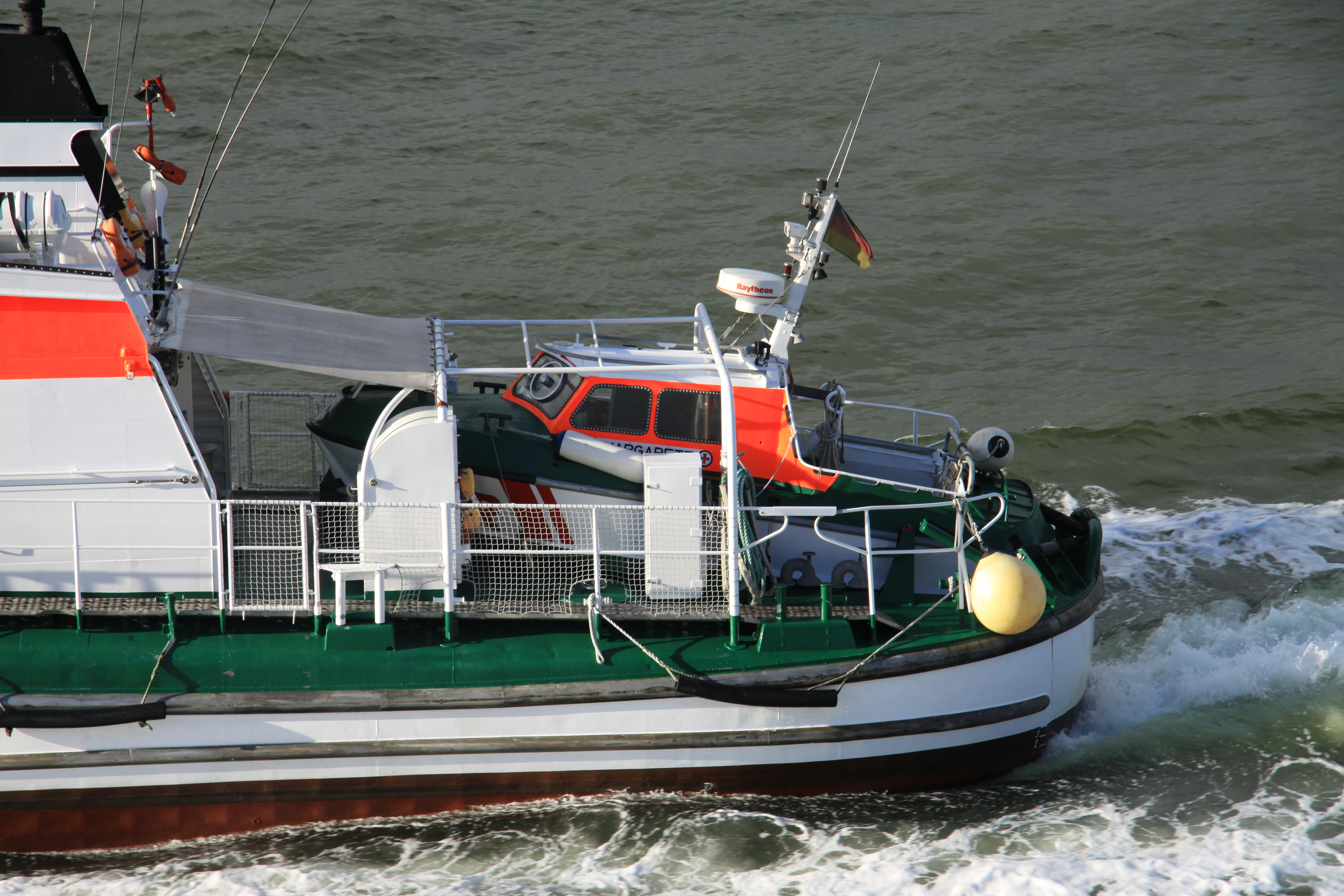
Lagerplatz des Tochterbootes auf der Minden